# 엄마, 아름다운 오월
엄마, 아름다운 오월(Mother, Beautiful May)은 한국에서 제작된 서원태 감독의 2003년 드라마 영화이다. 변신호 등이 주연으로 출연하였다.

## 출연

### 주연
- 변신호
- 이원봉
- 민영

## 제작진
- 조명: 이상욱
- 녹음: 문제용
- 녹음: 이제희
- 믹싱: 김승곤
- 작곡: 강유미
- 미술: 마두영